# Рыковщина
Рыковщина — деревня в Смоленской области России, в Демидовском районе. Расположена в северо-восточной части области в 34 км к северо-востоку от Демидова, в 5 км к северо-западу от Пржевальского, на южном берегу озера Дго, на территории национального парка «Смоленское поозёрье».
Население — 13 жителей (2010 год). Входит в состав Баклановского сельского поселения.

## Достопримечательности
На острове озера Дго обработанный и отполированный гранитный валун. На дне вокруг камня остатки культурного слоя различных эпох, начиная с неолита. Считается, что в своё время валун был жертвенным камнем.
Памятники археологии:
- Курган в 200 м севернее деревни.
- Курганная группа (11 курганов) на восточном берегу озера Астраганец.